# Torre dell'Orso
Torre dell'Orso is een plaats (frazione) in de Italiaanse gemeente Melendugno. Torre dell'Orso is Italiaans voor  Toren van de beer.

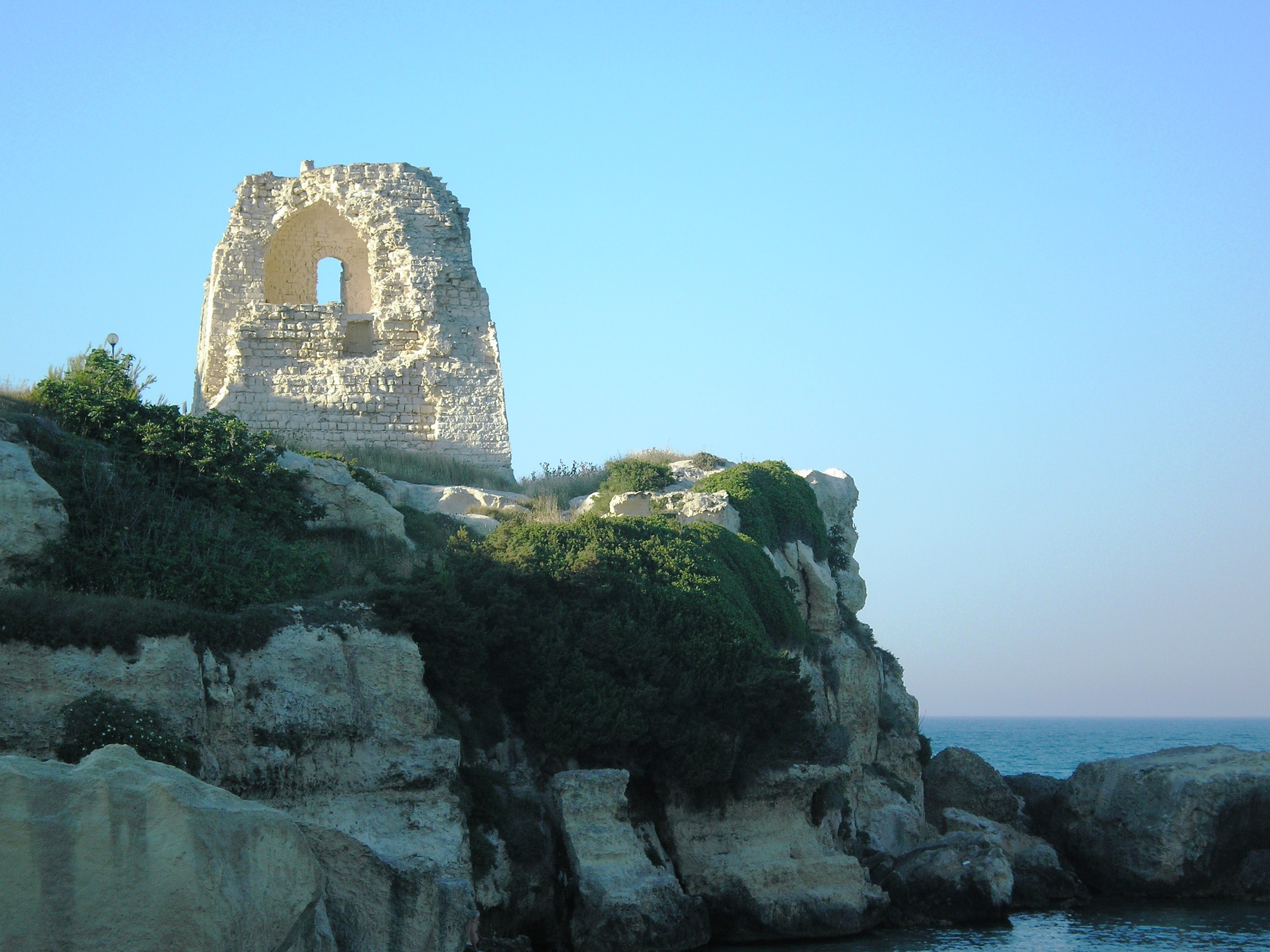